# Ina Tadatsugu
Ina Tadatsugu est un nom japonais traditionnel ; le nom de famille (ou le nom d'école), Ina, précède donc le prénom (ou le nom d'artiste).
Ina Tadatsugu (伊奈 忠次, 1550-1er août 1610) est un samouraï puis daimyo de la fin de l'époque Sengoku au début de l'époque d'Edo au service du clan Tokugawa.

## Histoire
En 1590, Tokugawa Ieyasu établit Ina Tadatsugu dans la province de Musashi au domaine de Komoro avec 13 000 koku de revenus. Après la bataille de Sekigahara en 1600, la valeur du han est augmentée à 20 000 koku. Cependant, le clan en est dépossédé en 1613 en raison de l'implication de son fils, Ina Tadamasa, dans un complot organisé par Ōkubo Nagayasu.

## Source de la traduction
- (en) Cet article est partiellement ou en totalité issu de l’article de Wikipédia en anglais intitulé « Ina Tadatsugu » (voir la liste des auteurs).